# Dariusz Wojtaszyn
Dariusz Wojtaszyn (ur. 16 marca 1974 w Trzciance) – polski historyk i politolog, nauczyciel akademicki związany z Centrum Studiów Niemieckich i Europejskich im. Willy’ego Brandta Uniwersytetu Wrocławskiego.

## Życiorys

### Wykształcenie i kariera zawodowa
Absolwent Liceum Ogólnokształcącego im. Stanisława Staszica w Trzciance. W latach 1993–1998 studiował historię na Uniwersytecie im. Adama Mickiewicza w Poznaniu. Po studiach pracował jako nauczyciel w Gimnazjum Nr 2 w Trzciance oraz w Katolickim Liceum Ogólnokształcącym w Cieszynie. Od 2005 r. pracownik naukowy Centrum Studiów Niemieckich i Europejskich im. Willy’ego Brandta Uniwersytetu Wrocławskiego. Stopień doktora nauk humanistycznych w zakresie historii najnowszej uzyskał na Wydziale Nauk Historycznych i Pedagogicznych Uniwersytetu Wrocławskiego w 2007 roku na podstawie pracy „Obraz Polski i Polaków w prasie i literaturze NRD w okresie powstania Solidarności i stanu wojennego” napisanej pod kierunkiem prof. dr hab. Marka Zybury. W 2014 roku na Uniwersytecie Wrocławskim uzyskał stopień doktora habilitowanego nauk humanistycznych w zakresie historii o specjalności historia najnowsza Polski i powszechna XX wieku, na podstawie pracy „Kibice w socjalizmie. Trybuny piłkarskie w NRD – studium historyczno-społeczne”. W 2015 roku odbył profesurę gościnną na Universität Wien. Od 2018 roku zatrudniony na stanowisku profesora uczelni w Katedrze Historii Najnowszej Centrum Studiów Niemieckich i Europejskich im. Willy’ego Brandta Uniwersytetu Wrocławskiego. Kierownik Pracowni Badań nad Historią Niemieckiego i Europejskiego Sportu.
Stypendysta Katholischer Akademischer Ausländer-Dienst (2006), laureat programu im. Bekkera Narodowej Agencji Wymiany Akademickiej (2020).

### Zainteresowania badawcze
Zainteresowania badawcze koncentrują się wokół stosunków polsko-niemieckich po II wojnie światowej, dziejów Niemiec, ze szczególnym uwzględnieniem historii NRD międzynarodowych badań podręcznikowych, a także historii, socjologii i antropologii sportu.

### Hobby
W przeszłości trenował sporty siłowe (podnoszenie ciężarów, trójbój siłowy), były zawodnik MKS Lubuszanin Trzcianka i TKKF Winogrady Poznań. Posiada uprawnienia instruktora sportów siłowych w zakresie kulturystyki.
W latach 90. XX wieku współzałożyciel i były basista zespołu punkrockowego Zmaza.

### Publikacje
Autor i redaktor książek i artykułów, które ukazywały się w polskich i zagranicznych wydawnictwach i czasopismach naukowych. Opublikował m.in.:
- The Political Economy of European Football. Perspectives from Central and Eastern Europe, ed. by Dariusz Wojtaszyn, Daniel Fitzpatrick, Roland Benedikter, London-New York: Routledge 2025 ISBN 9781032484877.
- Football in the Balkans II. A Social and Political Phenomenon, pod red. Dariusza Wojtaszyna, Teodora Borisova i Maroša Melichárka, Nowy Jork: Peter Lang 2024 ISBN 978-1636676050.
- Piłka nożna na celowniku polityki. Polska – Niemcy – Europa, pod red. Dariusza Wojtaszyna, Wrocław: Wydawnictwo Uniwersytetu Wrocławskiego 2024 ISBN 978-83-229-3876-8.
- Das politische System Polens, Baden-Baden, Nomos 2024 (wraz z: Stefan Garsztecki, Robert Grzeszczak, Aleksandra Maatsch) ISBN 978-3-8487-7197-4.
- Football in the Balkans I. Internal Views, External Perceptions, ed. by Dariusz Wojtaszyn and Maroš Melichárek, New York, Peter Lang 2023 ISBN 978-1-4331-9517-4.
- Football Politics in Central Europe and Eastern Europe. A Study on the Geopolitical Area’s Tribal, Imaginal, and Contextual Politics, ed. by Roland Benedikter and Dariusz Wojtaszyn, Rowman and Littlefield (Lexington Books), Lanham-Boulder-New York- London 2020 ISBN 978-1-7936-2246-4.

- Niemieckojęzyczni laureaci literackiej Nagrody Nobla. Materiały edukacyjne, pod red. Piotra Przybyły i Dariusza Wojtaszyna, Wrocław 2019.

- Historia polskiego i niemieckiego sportu w XIX i XX wieku. Idee, ludzie, polityka i kultura, pod red. Dariusza Wojtaszyna, Włodzimierza Stępińskiego i Jerzego Eidera, Poznań 2016 ISBN 978-83-64864-54-4.

- Ideologiczna współpraca. Władze wobec środowisk opiniotwórczych w PRL i NRD, pod red. Sebastiana Ligarskiego, Krzysztofa Ruchniewicza i Dariusza Wojtaszyna, Wrocław 2016 ISBN 978-83-7977-152-3.

- RFN-NRD-PRL. Zbliżenia, pod red. Krzysztofa Ruchniewicza i Dariusza Wojtaszyna, Wrocław 2014 ISBN 978-83-62584-50-5.

- Kibice w socjalizmie. Trybuny piłkarskie w NRD – studium historyczno-społeczne, Wrocław 2013 ISBN 978-83-7432-929-3.

- Schulbuch Geschichte. Ein deutsch-polnisches Projekt – Empfehlungen, hrsg. v. Gemeinsame Deutsch-Polnische Schulbuchkommission, Göttingen 2012 (współautor) ISBN 978-3-8471-0006-5.

- Po dwóch stronach historii. Polsko-niemieckie inicjatywy edukacyjne, pod red. Dariusza Wojtaszyna i Thomasa Strobla, Wrocław 2012 ISBN 978-83-62584-17-8.

- Sport w cieniu polityki. Instrumentalizacja sportu w NRD, Wrocław 2011 ISBN 978-83-7432-718-3.

- Obraz Polski i Polaków w prasie i literaturze Niemieckiej Republiki Demokratycznej w okresie powstania Solidarności i stanu wojennego, Wrocław 2007 ISBN 978-83-229-2880-6.